# Nikolaus Holgeri Catonius
Nikolaus Holgeri Catonius, död 1655, var en svensk präst och författare.
Catonius var rektor i Kalmar. Han var författare till tragedin Troijenborgh som behandlar den trojanska krigssagan.